# Scirtes planicornis
Scirtes planicornis is een keversoort uit de familie van de moerasweekschilden (Scirtidae). De wetenschappelijke naam van de soort werd in 1914 gepubliceerd door George Charles Champion.